# 28547 Johannschröter
28547 Johannschröter è un asteroide della fascia principale. Scoperto nel 2000, presenta un'orbita caratterizzata da un semiasse maggiore pari a 2,2367216 UA e da un'eccentricità di 0,0850166, inclinata di 6,34738° rispetto all'eclittica.